# Тремонт (Пенсільванія)
Тремонт (англ. Tremont) — місто (англ. borough) в США, в окрузі Скайлкілл штату Пенсільванія. Населення — 1676 осіб (2020).

## Географія
Тремонт розташований за координатами 40°37′49″ пн. ш. 76°23′28″ зх. д. / 40.63028° пн. ш. 76.39111° зх. д. (40.630246, -76.391190).  За даними Бюро перепису населення США в 2010 році місто мало площу 1,88 км², уся площа — суходіл.

## Демографія
Згідно з переписом 2010 року, у селищі мешкали 1752 особи в 653 домогосподарствах у складі 424 родин. Густота населення становила 932 особи/км².  Було 703 помешкання (374/км²).
Расовий склад населення:
| - 98,3 % — білих - 0,6 % — чорних або афроамериканців - 0,1 % — корінних американців - 0,1 % — азіатів |

До двох чи більше рас належало 0,6 %. Частка іспаномовних становила 0,5 % від усіх жителів.
За віковим діапазоном населення розподілялося таким чином: 20,7 % — особи молодші 18 років, 55,8 % — особи у віці 18—64 років, 23,5 % — особи у віці 65 років та старші. Медіана віку мешканця становила 42,6 року. На 100 осіб жіночої статі у селищі припадало 98,6 чоловіків;  на 100 жінок у віці від 18 років та старших — 93,1 чоловіків також старших 18 років.
Середній дохід на одне домашнє господарство  становив 50 451 долар США (медіана — 40 457), а середній дохід на одну сім'ю — 50 406 доларів (медіана — 46 333). Медіана доходів становила 35 885 доларів для чоловіків та 30 673 долари для жінок. За межею бідності перебувало 21,9 % осіб, у тому числі 30,4 % дітей у віці до 18 років та 23,2 % осіб у віці 65 років та старших.
Цивільне працевлаштоване населення становило 680 осіб. Основні галузі зайнятості: освіта, охорона здоров'я та соціальна допомога — 25,1 %, роздрібна торгівля — 18,2 %, виробництво — 17,9 %.